# Bujan alközség
Bujan alközség harmadik szintű közigazgatási egység Albánia északkeleti részén, Kukës városától légvonalban 40, közúton csaknem 100 kilométerre északnyugatra, a Valbona folyó jobb partján, Bajram Curri déli szomszédságában. Kukës megyén belül Tropoja község része, központja Bujan falu, további települései Bllata, Dojan, Gria e Re, Lekurtaj, Markaj, Rosuja és Selimaj. A 2011-es népszámlálás alapján az alközség népessége 2550 fő. A vaskor óta lakott terület elsősorban halomsírjairól nevezetes, emellett mint a kommunisták 1943–1944-es bujani konferenciájának helyszíne ismert.

## Története és nevezetességei
A Valbona folyó nyugati partján elterülő sziklás fennsíkon található tizenkét halomsír, amelyet szűkös leletanyaga és típusanalógiák alapján a vaskor korai szakaszára datálnak. Az alközség területén találhatóak a Drin-völgyi ókori út egyik erődített illír településének, Rosujának a romjai. 1943. december 31-e és 1944. január 2-a között Bujanban került sor az Albán Kommunista Párt és a Jugoszláv Kommunisták Szövetsége titkos tanácskozására, amelyen megalakították Koszovó és Metohija Nemzeti Felszabadítási Tanácsát. A tanácskozásnak otthont adó Mani-kulla ma műemlék, ahogy műemléki védelmet élvez a falu másik erődháza, a Sokoli-kulla is. Ugyancsak Bujan határában, de a Valbona bal partján láthatóak a cernicai vár romjai, emellett Selimajnál is található egy várrom, Leka vára (Kalaja e Lekës) néven. Az alközség területén található Fang falu szülötte volt Mic Sokoli (1839–1881) függetlenségi harcos.